# Constantino Fernández
Constantino Fernández ist ein nördlicher Vorort von Ambato und eine Parroquia rural („ländliches Kirchspiel“) im Kanton Ambato der ecuadorianischen Provinz Tungurahua. Die Parroquia besitzt eine Fläche von 11,81 km². Die Einwohnerzahl lag im Jahr 2010 bei 2534. Die Parroquia wurde am 28. Juli 1938 gegründet. Namensgeber war Constantino Fernández (4. Juli 1831–17. August 1895), ein aus Ambato stammender ecuadorianischer Politiker.

## Lage
Die Parroquia Constantino Fernández liegt im Anden-Hochtal von Zentral-Ecuador im Norden der Provinz Tungurahua. Constantino Fernández liegt auf einer Höhe von 2920 m etwa 7,5 km nördlich vom Stadtzentrum von Ambato. Die Parroquia hat eine Längsausdehnung in NNW-SSO-Richtung von 8 km. Die Parroquia reicht im Norden bis zum 4154 m hohen Cerro Saguatoa.
Die Parroquia Constantino Fernández grenzt im Osten und im Süden an die Parroquia Augusto N. Martínez, im Westen an die Parroquia San Bartolomé de Pinllo sowie im äußersten Norden an die Provinz Cotopaxi mit der Parroquia Mulalillo (Kanton Salcedo).